# This Land Is Not Your Land
 (janvier 2024).
Si vous disposez d'ouvrages ou d'articles de référence ou si vous connaissez des sites web de qualité traitant du thème abordé ici, merci de compléter l'article en donnant les références utiles à sa vérifiabilité et en les liant à la section « Notes et références ».
Albums de Theo Hakola
Drunk Women and Sexual Water
(2007)
This Land Is Not Your Land est le sixième album solo du chanteur et musicien Theo Hakola, publié le 20 juillet 2012 sur le label Wobby Ashes Records.

## Liste des titres de l'album
1. The Only Church - 5:49
2. Ilmarinen's Lament - 4:27
3. Dead Souls Singing - 6:02
4. This Land Is Not Your Land - 5:40
5. Quicksilver - 4:54
6. Let Buddy Bolden Blow - 3:07
7. My Love's Kisses - 3:41
8. 50,000 Lumberjacks - 2:00
9. Dump the Bosses Off Your Back - 2:44
10. Wesley Everest - 6:21
11. The West Is Dead - 4:59
12. Fox News Is My Muse - 7:40

## Musiciens ayant participé à l'album
- Theo Hakola - chant, guitare, orgue, dulcimer, harmonica...
- Bénédicte Villain - violon, accordéon
- Tatiana Mladenovitch - batterie, chœurs (11)
- Laureline Prodhomme - basse, chœurs (11)
- Matthieu Texier - guitare (1, 2, 3, 10, 11)
- Simon Texier - piano
- Gabriela Arnon - chœurs (4, 11)
- Mélanie Menu - chœurs (6, 11)
- Madeleine Assas - chœurs (8, 9, 11)
- Raphaèle Bouchard - chœurs (8, 9, 11)
- Noémie Dujardin - chœurs (9)